# Góry i Pogórze Kaczawskie
Góry i Pogórze Kaczawskie este o arie protejată (sit de importanță comunitară — SCI) din Polonia întinsă pe o suprafață de 35.005,3 ha, integral pe uscat.

## Localizare
Centrul sitului Góry i Pogórze Kaczawskie este situat la coordonatele 50°59′45″N 16°03′33″E / 50.9958°N 16.0592°E.

## Înființare
Situl Góry i Pogórze Kaczawskie a fost declarat sit de importanță comunitară în august 2007 pentru a proteja 4 specii de plante și 15 specii de animale.

## Biodiversitate
Situată în ecoregiunea continentală, aria protejată conține 26 de habitate naturale: Pante stâncoase silicioase cu vegetație casmofită, Roci stâncoase cu vegetație pionieră de Sedo-Scleranthion sau Sedo albi-Veronicion dillenii, Peșteri inaccesibile publicului, Păduri de fag Luzulo-Fagetum, Păduri de fag Asperulo-Fagetum, Păduri de fag din Europa Centrală dezvoltate pe sol calcaros cu Cephalanthero-Fagion, Păduri de stejar și carpen Galio-Carpinetum, Păduri pe pante, grohotișuri și ravene de Tilio-Acerion, Păduri acidofile de stejar bătrân cu Quercus robur pe câmpii nisipoase, Păduri aluvionare cu Alnus glutinosa și Fraxinus excelsior (Alno-Padion, Alnion incanae, Salicion albae), Păduri stepice euro-siberiene cu Quercus spp., Cursuri de apă de la nivel de câmpie la nivel montan, cu vegetație Ranunculion fluitantis și Callitricho-Batrachion, Tufărișuri subcontinentale peripanonice, Pajiști carstice calcaroase sau bazofile, de Alysso-Sedion albi, Pajiști uscate seminaturale și facies de acoperire cu tufișuri pe substraturi calcaroase (Festuco-Brometalia) (* situri importante pentru orhidee), Formațiuni ierboase bogate în specii de Nardus, dezvoltate pe substraturi silicioase în zone montane (și în zone submontane, în Europa continentală), Pajiști cu Molinia pe soluri calcaroase, turboase sau argilos-nămoloase (Molinion caeruleae), Liziere de ierburi înalte hidrofile de câmpie și de nivel montan până la alpin, Fânețe de joasă altitudine (Alopecurus pratensis, Sanguisorba officinalis), Fânețe montane, Mlaștini turboase de tranziție și turbării mișcătoare, Izvoare petrifiante cu formare de travertin (Cratoneurion), Mlaștini alcaline, Grohotișuri silicioase medio-europene, la altitudine înaltă, Grohotișuri medio-europene calcaroase, de la nivel colinar și montan, Pante stâncoase calcaroase cu vegetație casmofită.
La baza desemnării sitului se află mai multe specii protejate:
- plante (4): Asplenium adulterinum, papucul doamnei (Cypripedium calceolus), Gladiolus palustris, Trichomanes speciosum
- amfibieni (1): triton cu creastă (Triturus cristatus)
- mamifere (6): liliac cârn (Barbastella barbastellus), castor (Castor fiber), vidră de râu (Lutra lutra), liliac cu urechi mari (Myotis bechsteinii), liliac de iaz (Myotis dasycneme), liliac comun (Myotis myotis)
- nevertebrate (6): fluturele flitirar (Euphydryas maturna), fluturele purpuriu (Lycaena dispar), Osmoderma eremita, Phengaris nausithous, Phengaris teleius, Vertigo angustior
- pești (2): zvârluga (Cobitis taenia), cicar (Lampetra planeri)